# نيكوس أوكونومو
نيكوس أوكونومو (باليونانية: Νίκος Οικονόμου)‏ مواليد 19 فبراير 1973 في نيقية، أتيكا، بيرايوس، اليونان، هو مدرب كرة سلة يوناني ولاعب معتزل. بدأ مسيرته الاحترافية في سنة 1990. يدرب فريق نادي بانيونيوس. يبلغ طوله 6 قدم 10 بوصة (2.1 م). مثّل منتخب بلاده. شارك في دورة الألعاب الأولمبية الصيفية سنة 1996. اعتزل اللعب في 2007.

## المسيرة الاحترافية
لعب مع نادي باناثينايكوس لكرة السلة من سنة 1991 إلى 1999، ثم لعب مع فيرتوس بالاكانسترو بولونيا في موسم 1999–2000، ثم لعب مع نادي أولمبياكوس لكرة السلة في موسم 2000–2001، ثم لعب مع نادي برشلونة لكرة السلة في الدوري الإسباني في موسم 2001–2002، ثم لعب مع نادي دينامو موسكو لكرة السلة في موسم 2003–2004، ثم لعب مع نادي بانيونيس لكرة السلة من سنة 2004 إلى 2006.

## الإنجازات
- كأس اليونان لكرة السلة : (1993، 1996)
- الدوري الأوروبي لكرة السلة : (1996
- كأس القارات لكرة السلة : (1996)
- الدوري اليوناني لكرة السلة : (1998، 1999)

## روابط خارجية
- نيكوس أوكونومو على موقع الاتحاد الدولي لكرة السلة (الإنجليزية)
- نيكوس أوكونومو على موقع الدوري الأوروبي لكرة السلة (الإنجليزية)
- نيكوس أوكونومو على موقع الدوري الإسباني لكرة السلة (الإسبانية)
- نيكوس أوكونومو على موقع كرة السلة الأوروبية.كوم (الإنجليزية)
- نيكوس أوكونومو على موقع ريلجم (الإنجليزية)
- نيكوس أوكونومو على موقع بروبوليرز (الإنجليزية)
- نيكوس أوكونومو على موقع سبورتس رفرنس (الإنجليزية)
- نيكوس أوكونومو على موقع أوليمبيديا (الإنجليزية)